# E.N.I. (gruppo musicale)
E.N.I. è una girl-band pop croata, fondata a Fiume nel 1996, e tuttora in attività.
Il gruppo ha rappresentato la Croazia all'Eurovision Song Contest 1997 con la canzone Probudi Me.

## Componenti

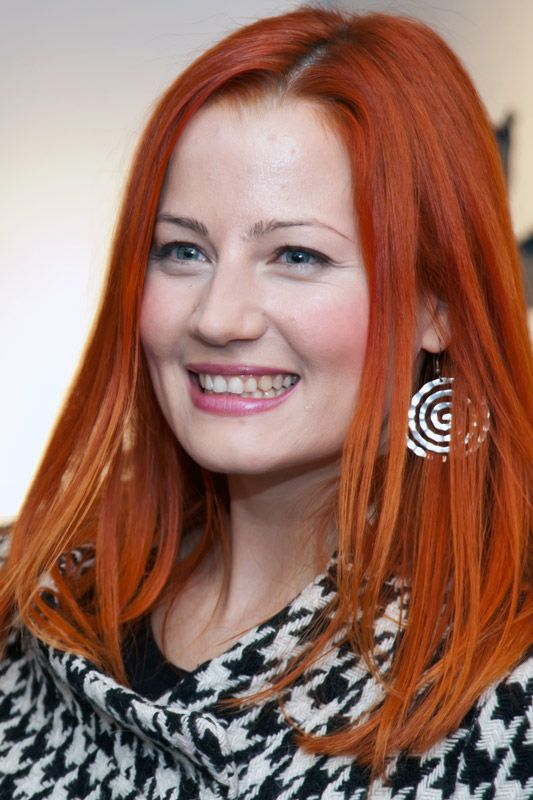
Ivona Maričić

- Elena Tomeček
- Nikolina Tomljanović
- Iva Močibob
- Ivona Maričić

## Discografia
- Probudi me, 1997
- Saten, 1998
- Da Capo, 2003
- Oči su ti ocean, 2007
- Best of E.N.I., 2008